# Stig-Arne Gunnestad
Stig-Arne Gunnestad (* 12. Februar 1962 in Oslo) ist ein ehemaliger norwegischer Curler.

## Biografie
Gunnestad nahm an den Olympischen Winterspielen 1992, als Curling als Demonstrationswettbewerb durchgeführt wurde, teil und wurde dort mit der norwegischen Mannschaft Zweiter. Bei den Olympischen Winterspielen 1998, als Curling wieder zum Wettkampfprogramm gehörte, sowie bei der Europameisterschaft 1986 und 1998 gewann er die Bronzemedaille.

## Erfolge
- 2. Platz Olympische Winterspiele 1992 (Demonstrationswettbewerb)
- 3. Platz Olympische Winterspiele 19998
- 3. Platz Europameisterschaft 1986, 1998